# Lucy Drive
Lucy Drive (* 1982 in Isleworth, London Borough of Hounslow, London, England) ist eine britische Schauspielerin, Synchronsprecherin, Drehbuchautorin und Filmschaffende.

## Leben
Drive wurde 1982 in Isleworth, Westlondon, geboren. Nach Schauspielkursen 2006 an der London Academy und an der Songtime Theatre Arts School in Musiktheater im selben Jahr sowie Workshops an der The London Actors Workshop im Jahr 2007, erhielt sie ab 2007 erste Rollen in Kurzfilmen sowie Episodenrollen in Fernsehdokuserien und Fernsehserien wie Horror Trips – Wenn Reisen zum Albtraum werden, Hustle – Unehrlich währt am längsten, Die Borgias und in zwei Episoden in Doctors als Chloe Moulton. 2011 erhielt sie im Fernsehfilm Washed Up ihre erste Filmrolle. Es folgten in den nächsten Jahren Nebenrollen unter anderen in den Filmen Outside Bet, Dead End, Vendetta und He Who Dares. 2015 war sie in dem Horrorfilm Zombie Massacre 2: Reich of the Dead in der Rolle der Erin Adams zu sehen. Ab 2016 war sie an Low-Budget-Produktionen wie Ben-Hur – Sklave Roms oder Jurassic School als Schauspielerin beteiligt. 2018 stellte sie im Fernsehfilm For the Love of Ella die titelgebende weibliche Hauptrolle der Ella dar. 2019 war sie in einer weiteren Hauptrolle als Mandy Dunn im Science-Fiction-Film Invasion Planet Earth – Sie kommen! zu sehen.
Drive lebt in den USA.

## Filmografie (Auswahl)

### Schauspiel
- 2007: Horror Trips – Wenn Reisen zum Albtraum werden (Banged Up Abroad) (Fernsehdokuserie, Episode 1x01)
- 2008: Room 101 (Kurzfilm)
- 2009: Hustle – Unehrlich währt am längsten (Hustle) (Fernsehserie, Episode 5x01)
- 2009: Doctors (Fernsehserie, 2 Episoden)
- 2009: The Ganzfeld Procedure (Kurzfilm)
- 2009: Fragments (Kurzfilm)
- 2011: Die Borgias (The Borgias) (Fernsehserie, Episode 1x08)
- 2011: Mephisto (Kurzfilm)
- 2011: Thunder from Her Heart (Kurzfilm)
- 2011: Washed Up (Fernsehfilm)
- 2011: The Switch (Kurzfilm)
- 2012: Outside Bet
- 2012: The Headhunter (Kurzfilm)
- 2012: Dead End
- 2013: Vendetta
- 2014: True Love (Kurzfilm)
- 2014: He Who Dares
- 2014: British Scarface
- 2014: Whispers of the Ocean (Kurzfilm)
- 2014: Breaking Down
- 2014: Autopsie Spezial: Die letzten Stunden von ... (Autopsy: The Last Hours of) (Fernsehdokuserie, Episode 2x02)
- 2014: The Crypt
- 2014: Our Time (Kurzfilm)
- 2015: Zombie Massacre 2: Reich of the Dead
- 2016: Mob Handed
- 2016: Ben-Hur – Sklave Roms (In the Name of Ben Hur)
- 2017: Jurassic School
- 2017: House of Evil
- 2018: For the Love of Ella (Fernsehfilm)
- 2018: Coulda, Woulda, Shoulda
- 2019: Invasion Planet Earth – Sie kommen! (Invasion Planet Earth)
- 2019: Little Necro Red
- 2022: As A Prelude to Fear

### Drehbuch
- 2013: Cassette
- 2014: Our Time (Kurzfilm; auch Regie und Produktion)
- 2014: 7 Winters Alone (Kurzfilm)

## Synchronisation (Auswahl)
- 2013: Cassette
- 2014: Sherlock Holmes: Crimes and Punishments (Videospiel)
- 2014: 7 Winters Alone (Kurzfilm)